# Libby Lane
Elizabeth Jane Holden Lane, dite Libby Lane, née en 1966 à Glossop dans le Derbyshire, est une ecclésiastique anglicane britannique. Elle est connue comme étant la première femme évêque de l'Église d'Angleterre, le 26 janvier 2015, de Stockport puis évêque de Derby depuis 2019.

## Biographie
Libby Lane fait ses études secondaires à la Manchester High School for Girls, puis elle étudie la théologie à St Peter's College à Oxford et obtient son diplôme en 1989. Elle est vicaire dans le diocèse de Chester et prêtre de la paroisse de Crewe, à proximité de Manchester. 
Elle est nommée évêque de Stockport, dans le diocèse de Chester, le 15 janvier 2015 et elle est ordonnée évêque de l'Église anglicane dans la cathédrale d'York le 26 janvier 2015. Le 25 mai 2019, elle est nommée évêque de Derby,.

## Vie privée
Elizabeth Lane est mariée depuis 1990 avec George Lane, également prêtre anglican et chapelain de l'aéroport de Manchester. Ils sont l'un des premiers couples mariés ordonné ensemble. Ils ont deux enfants.

## Distinctions
- 2015 : docteur honoris causa de St Peter's College, Université d'Oxford[7]
- 2015 : docteur honoris causa de l'université du pays de Galles Trinity Saint David[8]
- 2017 : docteur honoris causa de l'université de Bath[9]